# Khalid Benhaddou
Khalid Benhaddou (en arabe : خالد بن حدو), né le 31 janvier 1988 à Gand (Belgique), est un imam et écrivain belgo-marocain flamand. 
En 2006, âgé de dix-huit ans, il devient le plus jeune imam en région flamande, prêchant à la mosquée El Fath de Gand en néerlandais et en arabe. Au cours de sa carrière, avec une montée de l'extrémisme au sein de la communauté musulmane de Belgique, il lutte principalement contre la radicalisation des jeunes musulmans. En tant qu'écrivain, il consacre plusieurs livres à ce sujet.
Vu comme un emblème de l'islam en Belgique[Par qui ?], plusieurs distinctions lui sont attribués en Belgique, principalement en Flandre. En 2017, il est également honoré par le roi Philippe.

## Biographie
Khalid Benhaddou naît à Gand en région flamande, au sein d'une famille marocaine.
Il devient en 2006, à l'âge de dix-huit ans, le plus jeune imam en région flamande. Il se consacre à la lutte contre la radicalisation des musulmans dans le monde occidental. En tant que figure de liaison, il s'efforce de contrer les tendances polarisantes dans la société. Benhaddou tente de réconcilier les valeurs occidentales des Lumières avec celles du Coran. Selon lui, les droits de l'homme peuvent servir de cadre de référence pour un consensus social et constituer la base de toutes les religions, tandis que la religion peut apporter des normes sociales dans une société régie par ses lois. 
Le 19 octobre 2015, la ministre flamande de l'Éducation, Hilde Crevits, le nomme coordinateur du réseau éducatif "experts islamiques contre-discours". En juin 2017, à la demande du roi Philippe, Benhaddou accueille le roi chez un membre de sa famille pour partager le repas de l'iftar. Il est administrateur de l'Institut flamand pour la paix et membre de la Commission d'éthique médicale de l'hôpital universitaire de Gand. En 2019, il est désigné responsable de la diversité à l'Université de Gand.
Khalid Benhaddou est un invité fréquent dans des émissions de débat comme De Afspraak, Terzake et De Zevende Dag. Le 23 octobre 2019, il est interviewé dans l'émission Zwijgen is geen optie. Depuis fin 2019, Benhaddou tourne avec l'humoriste Erhan Demirci dans les centres culturels flamands avec un spectacle autour de l'islam intitulé : "penseurs d'avant-garde", philosophique et humoristique.
En janvier 2020, Benhaddou fait les gros titres lorsqu'il est empêché par les services de sécurité américains d'embarquer sur un vol à destination du Mexique, via le territoire des États-Unis, depuis l'aéroport de Bruxelles-National. Après l'intervention et les excuses de l'ambassade des États-Unis et du Service public fédéral Affaires étrangères, il obtient explicitement le droit de voyager vers, depuis et à travers les États-Unis et est retiré du système de sécurité le lendemain.
Le ministre de la Justice, Vincent Van Quickenborne, le propose pour prendre la tête de l'Exécutif des musulmans de Belgique (EMB).

## Plateforme des imams flamands
L'association gantoise Plateforme des imams flamands et des experts musulmans a été fondée en 2017, entre autres, par Khalid Benhaddou. Elle reçoit une subvention flamande de 174 000 euros. Le gouvernement flamand procède donc à des contrôles sur la comptabilité. En août 2020, des irrégularités comptables ont été découvertes.

## Distinctions
- 2016 : l'un des trois leaders religieux belges sur un nouveau timbre de Bpost (photo de Lieve Blancquaert)[10]
- 2017 : Prix des droits de l'homme, décerné par la Ligue des droits de l'homme flamande dans sa mosquée El Fath avec un discours de la ministre Hilde Crevits.
- 2017 : Diwan Award, reconnaissance des Marocains belges les plus réussis, dans la catégorie 'éducation'[11]
- 2018 : Distinction honorifique de la Communauté flamande pour sa lutte contre la polarisation dans la société belge et son engagement "pour une société harmonieuse dans notre pays, pour la coopération au-delà des frontières religieuses et sociales"[12]
- 2018 : Personnalité la plus méritante de la Flandre orientale, décernée par la province de Flandre orientale[13]
- 2018 : 6e intellectuel le plus influent de Flandre après une enquête auprès de cent personnalités par le journal De Morgen[14]
- 2019 : mention spéciale lors du Prix de la Cohésion de la ville de Gand pour son engagement au niveau local afin de promouvoir le dialogue entre personnes de différentes convictions et sa lutte incessante contre toutes formes de radicalisation[15]
- 2024 : ‘Gulden Spoor voor Maatschappelijke Uitstraling’ décerné par le mouvement Vlaanderen-Europa.